# 村上教行
村上 教行（むらかみ のりゆき、1951年4月3日 - 2021年6月9日）は、日本の実業家。元イオンモール社長、元イオン 顧問、イオン東北代表。宮城県出身。

## 来歴
1951年（昭和26年）宮城県気仙沼市唐桑町生まれ。宮城県気仙沼高等学校を経て、東北学院大学経済学部を卒業後にジャスコ（現在のイオン）に入社した。
2007年4月 イオンモール社長に就任。その後、同社会長、イオン東北代表、2014年3月イオン専務、顧問を歴任。
日本ショッピングセンター協会 副会長、みなと気仙沼大使を務める。

## 略歴
- 1974年3月 東北学院大学経済学部卒業後、ジャスコ株式会社（現イオン株式会社）入社
- 1990年2月 同社 衣料商品本部靴商品部長
- 1997年2月 同社 GM商品本部メンズ商品部長[3]
- 2000年
  - 2月 同社 GM商品本部長代行[4]
  - 5月 同社 取締役GM商品本部長
- 2002年
  - 2月 イオン株式会社 取締役SSM商品本部長[5]
  - 5月 マックスバリュ東北株式会社（現イオン東北株式会社） 監査役（非常勤）[6]
- 2003年5月 イオン株式会社 常務執行役SSM商品本部長[7]
- 2004年2月 同社 常務執行役営業企画担当[8]
- 2005年5月 マックスバリュ東北株式会社 監査役（非常勤）退任[9]
- 2006年5月 イオンモール株式会社 専務取締役SC営業担当[10]
- 2007年
  - 3月 同社 代表取締役専務[11]
  - 4月 同社 代表取締役社長[12]および株式会社ダイヤモンドシティ取締役（非常勤）[13]
- 2011年5月 同社 取締役会長[14]
- 2012年3月 イオン株式会社 専務執行役社長補佐イオン東北代表
- 2014年3月 同社 専務執行役イオン東北代表
- 2014年5月 同社 顧問イオン東北代表[15][16]
- 2017年5月  同社 顧問イオン東北代表退任[17]
- 2018年5月  イオンモール株式会社 顧問[18]